# Dino Toppmöller
Dino Nicolas Toppmöller (Wadern, 23 november 1980) is een Duits voetbaltrainer en voormalig voetballer. Hij is de zoon van Klaus Toppmöller en vernoemd naar Dino Zoff.

## Carrière
Toppmöller ruilde in 1999 FSV Salmrohr in voor 1. FC Saarbrücken, waar zijn vader Klaus toen trainer was. Vader en zoon promoveerden samen van de Regionalliga West/Südwest naar de 2. Bundesliga. Toppmöller speelde in 2001 even op uitleenbasis bij Manchester City. Hij speelde nadien voor een hele resem clubs in de Duitse lagere divisies. Met VfL Bochum en Eintracht Frankfurt behaalde hij in respectievelijk 2002 en 2003 de promotie naar de Bundesliga, maar Toppmöller promoveerde nooit effectief mee.
In 2009 verkaste hij een tweede keer naar het buitenland, ditmaal naar de Luxemburgse topclub F91 Dudelange. Na één seizoen keerde hij terug naar zijn ex-club FSV Salmrohr, dat inmiddels in de Rheinlandliga (het zesde niveau in het Duitse voetbal) actief was. Toppmöller combineerde zijn spelersstatuut er met een functie als hulptrainer. In zijn eerste seizoen van zijn tweede passage bij Salmrohr werd hij topschutter in de Rheinlandcompetitie met 36 doelpunten, ook in zijn tweede seizoen werd hij topschutter met 25 goals. Toppmöller verliet de club in september 2012 na onenigheid met hoofdtrainer Patrick Klyk.
Toppmöller bleef de dubbelfunctie speler/trainer nog enkele jaren volhouden. Na zijn tweede doortocht bij Salmrohr werd hij speler-hoofdtrainer bij SV Mehring in de Oberliga Rheinland-Pfalz/Saar (het vijfde niveau in Duitsland). Op het einde van het seizoen degradeerde hij met de club. Zijn volgende bestemming werd RM Hamm Benfica in Luxemburg, wederom als speler-hoofdtrainer. Toppmöller werd in zijn eerste seizoen meteen kampioen in de Éirepromotioun, waardoor hij met de club promoveerde naar de Nationaldivisioun. Daar parkeerde hij de club op een veilige negende plek in het klassement.
In 2016 stopte Toppmöller definitief met voetballen en ruilde hij Hamm Benfica in voor landskampioen F91 Dudelange. Toppmöller breidde voort op de successen van de topclub, die sinds 2000 twaalf van de zeventien landstitels had veroverd. In zijn eerste seizoen pakte hij de Luxemburgse treble: naast de Supercup won hij ook de landstitel en de Beker van Luxemburg. In zijn derde seizoen deed hij dat kunstje nog eens over. Zijn grootste stunt behaalde hij echter in de Europa League, waar hij in het seizoen 2018/19 geschiedenis schreef door als eerste Luxemburgse club ooit de groepsfase te bereiken. Dudelange schakelde in de voorrondes achtereenvolgens FC Drita, Legia Warschau en CFR Cluj uit en belandde zo in een groep met AC Milan, Olympiakos Piraeus en Real Betis.
Op 27 mei 2019 maakte Toppmöller bekend dat hij Dudelange na drie seizoenen verliet. Vier dagen later werd hij voorgesteld als de nieuwe trainer van Excelsior Virton, de Belgische zusterclub van Dudelange net was gepromoveerd naar Eerste klasse B. Onder zijn leiding greep Virton net naast het eerste periodekampioenschap: de club streed tot de veertiende speeldag van de reguliere competitie mee voor de periodetitel, maar moest nipt de duimen leggen voor OH Leuven, dat met 0-1 kwam winnen in het Yvan Georgesstadion en zo twee punten boven Virton eindigde. Nog geen maand later stapte Toppmöller zelf op na onenigheid met een deel van de bestuurskamer.
In de zomer van 2020 ging Toppmöller aan de slag als assistent van Julian Nagelsmann bij RB Leipzig. Toen Nagelsmann een jaar later naar Bayern München verhuisde, volgde Toppmöller hem naar daar.
In 2023 werd hij aangesteld als opvolger van Oliver Glasner als hoofdtrainer van Eintracht Frankfurt.

## Erelijst
Als trainer
| Landskampioen Luxemburg | 3x | 2016/17, 2017/18, 2018/19 |
| Beker van Luxemburg     | 2x | 2016/17, 2018/19          |
| Luxemburgse Supercup    | 2x | 2016, 2018                |